# BLG-252
BLG-252 – brazylijska bomba kasetowa zawierająca 248 ładunków o mieszanym zastosowaniu przeciwpancernym/miny.
Po zrzuceniu bomba otwiera swoje osłony. Otwarcie zachodzi w wyniku działania napędzanych mechanicznie zapalników czasowych, znajdujących się na głowicy i w ogonie. Rozproszenie subamunicji uzyskuje się w zależności od prędkości bomby, dzięki rotacji podczas uwalniania ładunków.
BLG-252 jest amunicją do wykorzystania na rozproszonej powierzchni, pozwala na zrzucenie bomb z niskiej lub wysokiej wysokości, przy wysokiej lub niskiej prędkości. BLG 252 mogą być stosowane w samolotach: AT-26, F-5E, A-1 i A/AT-29.

## Parametry
- Szybkość zrzucania: 180-250 km/h
- Wysokość zrzucania: 600 m
- Rozpraszanie pocisków (m2): 21000
- Promień rażenia ładunku: 15 m
- Długość całkowita (mm): 355,6
- Średnica (mm): 400
- Szerokość całkowita (mm): 595
- Masa całkowita (kg): 324[2]